# Phellinus jezoensis
Phellinus jezoensis är en svampart som först beskrevs av Yamano, och fick sitt nu gällande namn av Erast Parmasto 1979. Phellinus jezoensis ingår i släktet Phellinus och familjen Hymenochaetaceae.   Inga underarter finns listade i Catalogue of Life.